# Saint-Pierre-la-Bruyère
Saint-Pierre-la-Bruyère – miejscowość i gmina we Francji, w regionie Normandia, w departamencie Orne.
Według danych na rok 1990 gminę zamieszkiwały 474 osoby, a gęstość zaludnienia wynosiła 75 osób/km² (wśród 1815 gmin Dolnej Normandii Saint-Pierre-la-Bruyère plasuje się na 461. miejscu pod względem liczby ludności, natomiast pod względem powierzchni na miejscu 777.).